# فيزيولوجيا الإنسان

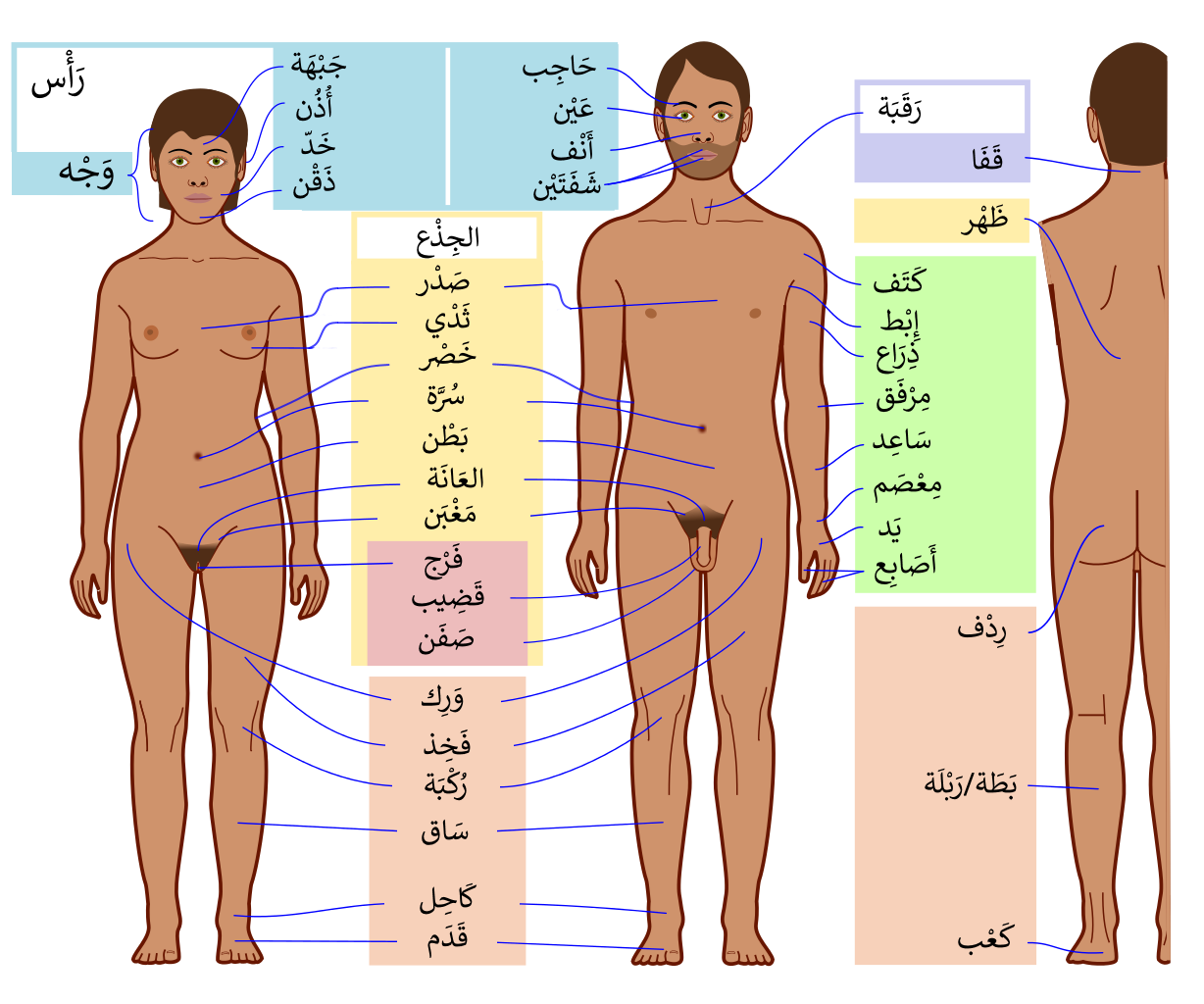

فيزيولوجيا الإنسان أو علم وظائف أعضاء الإنسان هي دراسة الوظائف الكيمياوية الحيوية والطبيعية والميكانيكية للبشر أو الأنسجة أو الأعضاء الإنسانية. المستوى الرئيسي لعلم الفيزيولوجيا هو الأعضاء والأنظمة. أغلب سمات علم وظائف أعضاء الإنسان مشابه لسمات علم وظائف أعضاء الحيوان، وقد زودت التجارب الحيوانية بمعظم أساسيات المعرفة الفيزيولوجية البشرية. علم التشريح وعلم وظائف الأعضاء حقلان دراسيان وثيقا الصلة، فعلم التشريح هو دراسة الشكل، بينما علم وظائف أعضاء هو دراسة الوظيفة.

## وصلات خارجية
- كتاب الإنسان